# 鶴 (歌)

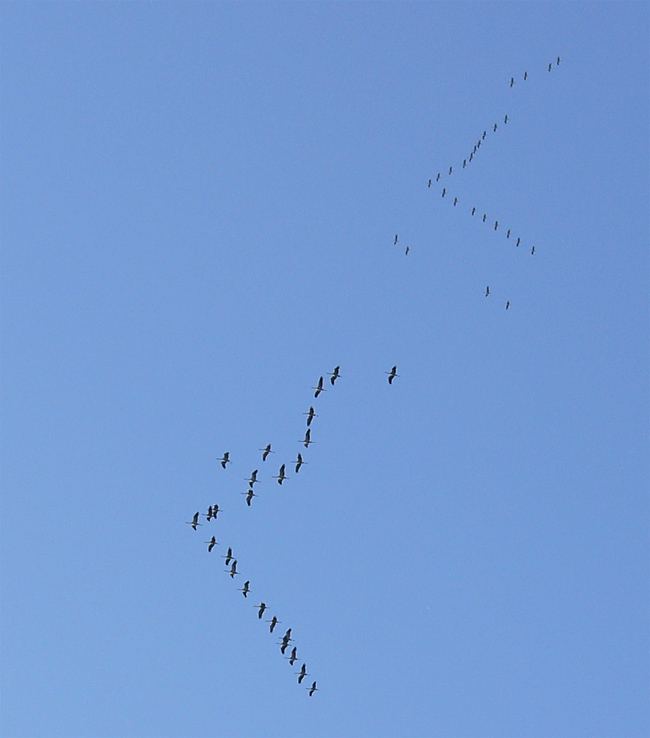
空高く飛ぶ鶴の群れ

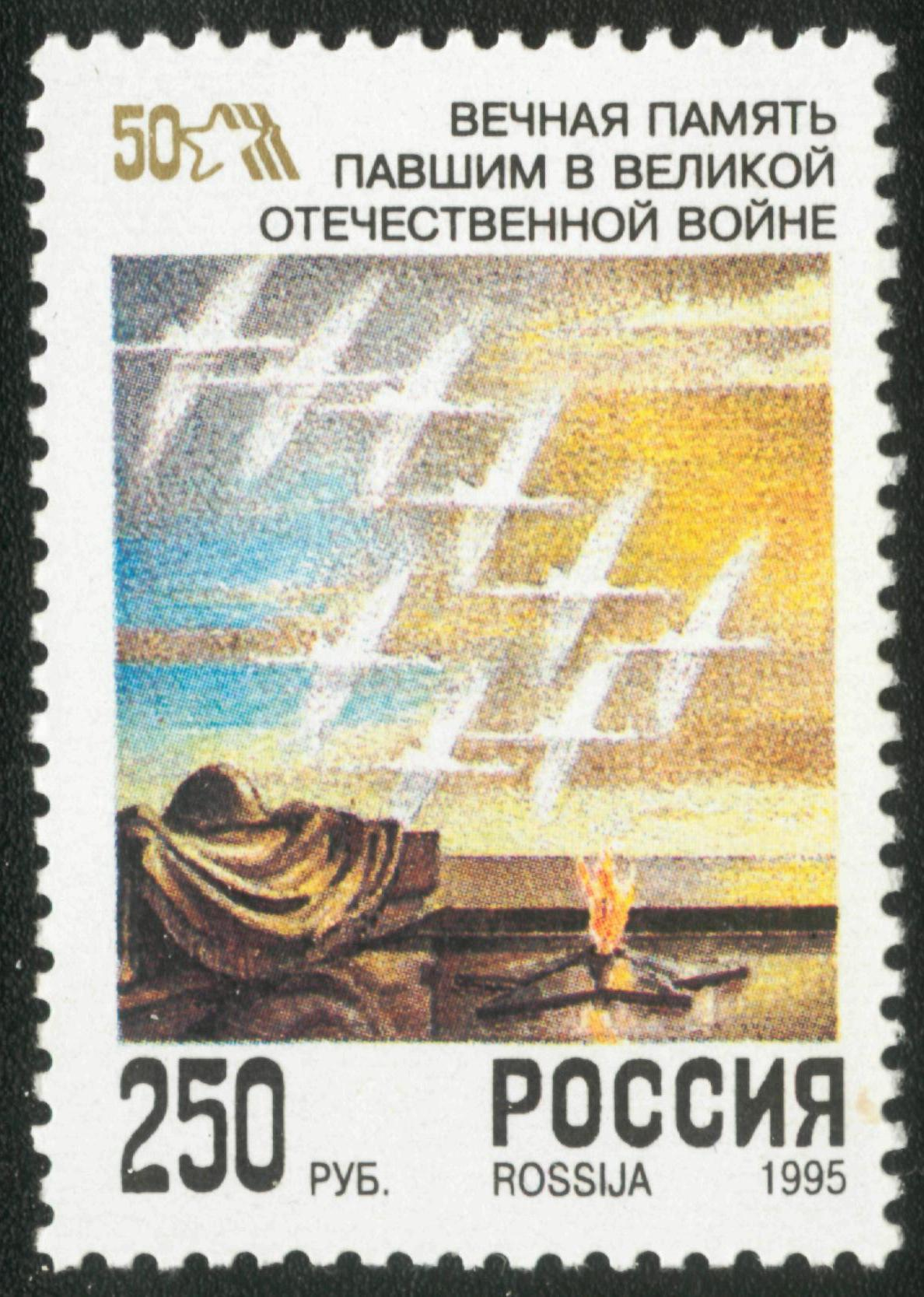
大祖国戦争勝利の記念切手（1995年）

鶴（つる、ロシア語: Журавли＝ジュラヴリー＝鶴たち）は、ダゲスタン共和国のラスール・ガムザートフの詩をナウム・グレブニェフ（Наум Гребнев）がロシア語に翻訳して、ヤン・フレンケリ（Ян Френкель）が作曲した歌で、内容は戦争で亡くなった人々、特に兵士を悼んだもので、日本を含めて世界中で歌われてきた。

## 概要
ソビエト連邦ダゲスタン共和国の詩人ラスール・ガムザートフは1965年に広島の原水爆禁止世界大会に出席して、特に佐々木禎子の千羽鶴の話に感銘を受け、故国に帰ってから戦争で亡くなった人々、特に兵士を悼んで、彼らが鶴となって飛んでいて、自分もいつかそれに加わるだろうという内容の詩をアヴァル語で作った。この詩は1968年にナウム・グレーブニェフ（Наум Гребнев）によりロシア語に翻訳されて、文芸雑誌「ノーヴイ・ミール」（Новый мир）に載せられた。
この詩を見た歌手のマルク・ベルニェス（Марк Бернес）はヤン・フレンケリ（Ян Френкель）に作曲を頼み、1968年に歌は発表されて、ベルニェスがそれをレコード化して直後亡くなったので、これが彼の「白鳥の歌」となった。当初はヨシフ・コブゾーン（Иосиф Кобзон）が好んでこの歌を歌った。
こうして、日本の千羽鶴に触発されてガムザートフが作詞して、グレーブニェフが絶妙なロシア語訳をして、フレンケルが人の心を揺する作曲をしたこの歌は、一躍ロシアで大人気の曲になり、その後各国語に翻訳されて、世界的に歌われてきた。

## 遺産
この歌を契機に、ソ連の過去の戦争の犠牲者を悼む行事や記念碑には鶴の像、この歌の一節が使われるようになった。例えば、サンクトペテルブルクのネフスキー記念碑「鶴」（Невский мемориал «Журавли»）。
1982年、サラトフの勝利公園にある記念複合体「鶴」（Мемориальный комплекс «Журавли»）が建てられた。
1986年以来、ガムザートフの故国ダゲスタン共和国では毎年10月22日を「白い鶴の記念日」としている。
1995年には「大祖国戦争」（第二次世界大戦）終了の50周年で記念切手が発行されて、クレムリンの無名戦士の墓の背後に数羽の鶴が描かれている。
2005年、米国ロサンジェルスにあるロシア人墓地には記念碑が建設されて、3羽の鶴とガムザートフの詩からの3行が刻まれている。
2016年現在でも、この歌はロシアで人気の歌のひとつである。

## カバー
この歌は発表当初のマルク・ベルニェス、ヨシフ・コブゾーン以外に、次のような歌手が歌ってきた。
- ディミトリー・ホロストフスキーは2000年の大祖国戦争の終了55周年で、この歌を含むアルバムを出した。
- ヴァレリー・レオンティエフが2004年に歌っている。
- 日本でも歌詞がいくつかの翻訳があり[5][6]、歌声喫茶などでもよく歌われて、ダークダックス、ロイヤルナイツ、ボニージャックス、鮫島有美子なども歌っている。

## 日本に最初に『鶴』をもたらしたのは？
日本に『鶴』をもたらしたのは、ダークダックスとロイヤルナイツ、どちらが先なのか。答は ―「日本に持ち帰ったのはロイヤルナイツが3ヵ月早いが、大マスコミに乗せて日本に紹介したのはダークダックスが3ヵ月早い」。
ロイヤルナイツは1972年4-5月、5回目のソ連演奏旅行を行うが、日程終盤の5月下旬にモスクワで開かれたソ連文化人対象のスペシャルコンサートで、彼らの歌う Русское поле (ロシアの草原）に感激したこの曲の作曲者、ヤン・フレンケリは、コンサート後のパーティーの会場で、

「あなた方の『ロシアの草原』は素晴らしかった。だから、この曲は、是非あなた方にプレゼントしたい」

と、直筆の『鶴』の譜面をロイヤルに手渡した。(「ロイヤルナイツ#第5回ソ連公演‐『鶴』の作曲者ヤン・フレンケリとの出会い」も参照)
ダークダックスと『鶴』との出会いはその少し後、同年7-8月の3回目のソ連公演の時である。最初の公演地・レニングラードに着いた一行は、最高級ホテルのピアノ付きの部屋で、ソ連人の司会者に「今評判のヒット曲は？」と訊ねた。即座に返って来たのが「『鶴』ですよ」という答だった。

その場で、喜早哲が通訳の解説を聞きながら日本語訳詞を書き（「中村五郎」名義)、高見澤宏が採譜を、遠山一と佐々木行が編曲をし、『鶴』は彼らのレパートリーとなった。夜8時からの本番ステージで歌われた新曲は、聴衆が床を踏み鳴らすほど絶賛された。
ダークは8月下旬に帰国し、約1ヵ月後の10月5日に日比谷公会堂で帰国リサイタルを開き、他の幾つものソ連土産の曲と共に『つる』を歌った。このステージのライブ録音のLPは、『つる 〈ダーク・ダックス ソヴィエト公演帰国リサイタル実況〉』と題して、同年12月25日に発売された（キング、SKA41)。(『つる』を含む全14曲を収録。)
一方のロイヤルナイツは、翌1973年4月のNHK教育テレビの新番組『ロシア語講座』最初の「今月の歌」として、原語の『鶴』を披露した。山下健二のソロは、日本人視聴者のみならず、在日ソ連人の間でも大変な反響を呼び、テレビの前で歌詞を書き取る人が続出する。同年9月、日本放送出版協会から上梓された『NHKロシア語《歌と詩》カセットテープ』では、歌をロイヤルナイツが担当し、『鶴』を含む全12曲がロシア語で収録されたが、この時は『鶴』の作詩者は ゴッフ（И. Гофф）と誤記されている。
ダークもロイヤルも、この曲を大切に歌い続けて来たことに変わりはない。ダークは1977年にLP『ロシア民謡集 つる』を発売しているが（ポリドール、MR-3089、1977年11月21日)、この曲に出会う以前のロシア民謡アルバムと異なり、『つる』が筆頭に置かれる。メンバーの3人が世を去ってのち、遠山一が中心となって編集した2枚組CD『ぞうさんが選ぶ「我ら60年の歩み」』(ユニバーサルミュージック、FRCA-1299～1300、2019年7月3日)にも『つる』は再録された。

ロイヤルは1970年代後半に一旦解散したが、解散中に制作された佐々木襄のソロアルバム『ロシアの歌』(東芝EMI、TA-72124、1985年）にも『鶴』は収録された。1988年2月の再結成後は、ロイヤルのコンサートでは必ず『鶴』が歌われ、1991年には（私家版でない）『鶴』の公的録音としては実に18年ぶりとなるシングルCD『ЖУРАВЛИ(ジュラヴリ) つる』を日本コロムビアから発売（CODA-8784、1991年8月21日)。この録音は、同社のCD『ザ・ベスト ロシアのうた ～カチューシャ・百万本のバラ～』(COCN-60076、2019年11月27日）にも、カップリングの『百万本のバラ』と共に再録されている。